# (6183) Viscome
(6183) Viscome es un asteroide perteneciente a asteroides que cruzan la órbita de Marte descubierto el 26 de septiembre de 1987 por Carolyn Shoemaker desde el Observatorio del Monte Palomar, Estados Unidos.

## Designación y nombre
Designado provisionalmente como 1987 SF7. Fue nombrado Viscome en homenaje a George R. Viscome, de Lake Placid, Nueva York. Técnico responsable de las operaciones de control y videograbado en una estación de televisión en Albany, es un astrometrista consumado. Sus observaciones de este planeta menor en la oposición de 1994 fueron suficientes para numerarlo. 

## Características orbitales
Viscome está situado a una distancia media del Sol de 2,305 ua, pudiendo alejarse hasta 2,972 ua y acercarse hasta 1,639 ua. Su excentricidad es 0,288 y la inclinación orbital 19,68 grados. Emplea 1279,00 días en completar una órbita alrededor del Sol.

## Características físicas
La magnitud absoluta de Viscome es 13,7. Tiene 6,792 km de diámetro y su albedo se estima en 0,124. 